# Vágkirályfa
Vágkirályfa (szlovákul Kráľová nad Váhom) község Szlovákiában, a Nyitrai kerületben, a Vágsellyei járásban.

## Fekvése
A mátyusföldi község a Kisalföldön, Vágsellyétől 2 km-re északnyugatra, a Vág folyó jobb partján fekszik.

## Élővilága

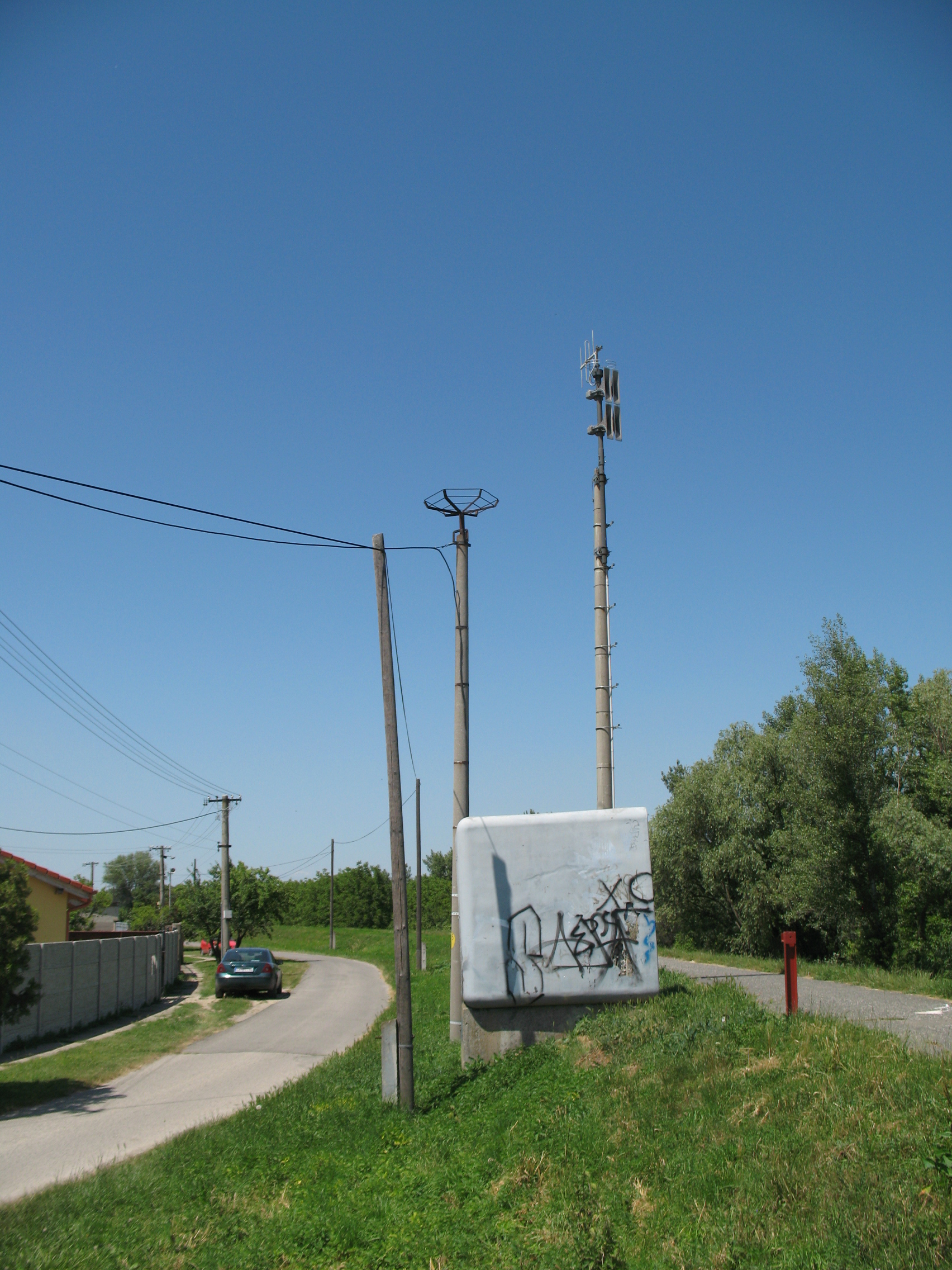

A település közelében található a Kaskády-víztározó. Ezenkívül a határában található egy állatfarm is. A faluban van gólyafészek alátét.

## Története
A falu az 1002-ben a pannonhalmi kolostor alapítólevelében „terra Wag” néven említett területen keletkezett, mely a mai Deáki, Vágkirályfa, Vágsellye és Pered területének részeit foglalta magában.
A település első írásos említése 1113-ban a zoborhegyi bencés apátság birtokainak határleírásában történt "Crali" alakban. 1332-ben  "Villa Regis", majd 1371-ben "Kyral" alakban szerepel. A község honlapja szerint azonban az 1113-as említés valójában Felsőkirályira, az 1332-es említés pedig az erdélyi Magyarkirályfalvára vonatkozik. Egyházát IV. Béla király 1252-ben oklevelében "Eclessia in honorem betae Elisabeth", vagyis Szent Erzsébet tiszteletére szentelt egyházközségként említik. A zoborhegyi apátság birtoka, majd 1251-től a zniói premontrei kolostoré volt. 1773-tól a vágsellyei jezsuitáké, majd a rend megszüntetése után a vallásalapé. 1570-ben a zniói uradalom összeírásában „Kyralfalva” néven említik, ekkor a Vágon egy malma működött. 1571-ben elfoglalta, 1576-ban az Érsekújvári vijalethez csatolta,  1598-ban pedig felégette a török. Az 1664. évi török adóösszeírás szerint 30 adófizetője volt a településnek, határában egy vízimalom működött. Lakói főként mezőgazdasággal foglalkoztak, de elterjedt volt a faluban a molnármesterség is. 1661-ben a faluban már 6, az apátság tulajdonában levő malom működött. A község anyakönyveit 1693-tól vezetik. Az 1715-ös adóösszeírás szerint 3 malom működött a Vágon és 19 család élt a faluban. Iskolájának legkorábbi említése 1779-ből származik.
Vályi András szerint "Királyfalva: Tót falu Nyitra Vármegyében, földes Ura a Tudományi Kincstár, lakosai katolikusok, fekszik Sellyéhez nem messze, határa meglehetős, réttye, legelője elég van, a  Szeredi só házaknál pénzt kereshetnek, fája kevés, Vág vize ellen költséges töltéseket kell tartaniok."
Fényes Elek 1851-ben kiadott Magyarország geográfiai szótára szerint "Királyfalva (Vágh), Nyitra m. magyar falu, Séllyéhez 1/4 órányira, a Vágh jobb partján, Pozsony vmegye szélén: 974 katolikus lakos. Határa róna, jó buzatermő; sok zabot, kölest, kukoriczát termeszt. F. u. a pesti egyetem. Ut. p. Érsekujvár".
Nyitra vármegye monográfiája szerint "Vág-Királyfa, magyar község a Vág jobbpartján, Vág-Sellye mellett, ettől északnyugatra, 1514 r. kath. lakossal. Posta-, táviró- és vasúti állomás Vág-Sellye. Kath. templomáról már egy IV. Béla korabeli 1252-ből származó oklevél szól, amikor IV. Béla a községet a turóczi prépostságnak adományozta. A templom 1250–60 közt épült, de időközben megnagyobbították. Később a jezsuiták birtokába került, ma pedig közalapítványi birtok. Kegyura a vágsellyei közalapítványi uradalom. A templomi edények közt egy érdekes, szép XVI. századbeli kelyhet őriznek. A községet 1876-ban tűzvész pusztította el."
A 19. században a malmok száma még tovább nőtt, vízimalmaiban 1871-ben már 29 molnár és 19 molnársegéd dolgozott. A Vág a haszon mellett nagy károkat is okozott a településnek. 1656, 1659, 1668, 1737, 1758, 1813, 1829, 1831, 1835, 1837 és 1844-ben pusztították nagyobb árvizek. Az első világháborúban 58 helyi lakos esett el.
A trianoni békeszerződésig Nyitra vármegye Vágsellyei járásához tartozott. 1918-ban Vágkirályfa is az új csehszlovák állam része lett. 1928-ban nevét Kráľová nad Váhom-ra változtatták. 1938 és 1945 között újra Magyarország része volt. A második világháborúban 50 lakos esett el. 1945-ben magyar lakosait jogfosztottá nyilvánították, a magyar iskolát bezárták. 1947-ben 68 magyar családot telepítettek ki a cseh határvidékre kényszermunkára és kilenc családot Magyarországra. A Csehországba deportált lakosok kivétel nélkül mind hazatérhettek, a többiek azonban nem.

## Népessége
| Év:            | 1994. | 2004.   | 2014.   | 2024.   |
| -------------- | ----- | ------- | ------- | ------- |
| Emberek száma: | 1498  | 1574    | 1724    | 1857    |
| Eltérés:       |       | +5,07 % | +9,52 % | +7,71 % |

| Év:            | 2023. | 2024.   |
| -------------- | ----- | ------- |
| Emberek száma: | 1863  | 1857    |
| Eltérés:       |       | -0,32 % |

1880-ban 1366 lakosából 1238 magyar és 43 szlovák anyanyelvű volt.
1890-ben 1514 lakosából 1499 magyar és 13 szlovák anyanyelvű volt.
1900-ban 1674 lakosából 1661 magyar és 13 szlovák anyanyelvű volt.
1910-ben 1650 lakosából 1643 magyar és 7 szlovák anyanyelvű volt.
1921-ben 1669 lakosából 1635 magyar és 31 csehszlovák volt.
1930-ban 1722 lakosából 1688 magyar és 32 csehszlovák volt.
1941-ben 1648 lakosából 1643 magyar és 5 szlovák volt.
1970-ben 2007 lakosából 1838 magyar és 162 szlovák volt.
1980-ban 1759 lakosából 1585 magyar és 167 szlovák volt.
1991-ben 1552 lakosából 1388 magyar és 146 szlovák volt.
2001-ben 1531 lakosából 1273 magyar és 238 szlovák volt.
2011-ben 1691 lakosából 1149 magyar, 485 szlovák, 16 cigány, 7 cseh, 2-2 ukrán, lengyel és más, 1 morva és 27 ismeretlen nemzetiségű volt.
2021-ben 1828 lakosából 980 (+32) magyar, 763 (+42) szlovák, 1 cigány, 16 (+6) egyéb és 68 ismeretlen nemzetiségű volt.

## Neves személyek
- Itt született 1912-ben és élt Janics Kálmán történész, orvos, a szlovákiai magyarság meghurcoltatásának tényfeltáró írója.
- Itt született 1924-ben Babos László újságíró, költő, műfordító.
- Itt született 1946-ban Etela Studeníková régésznő.
- Itt szolgált Vörösváry Ernő (1867-1938) tábori főesperes.

## Nevezetességei

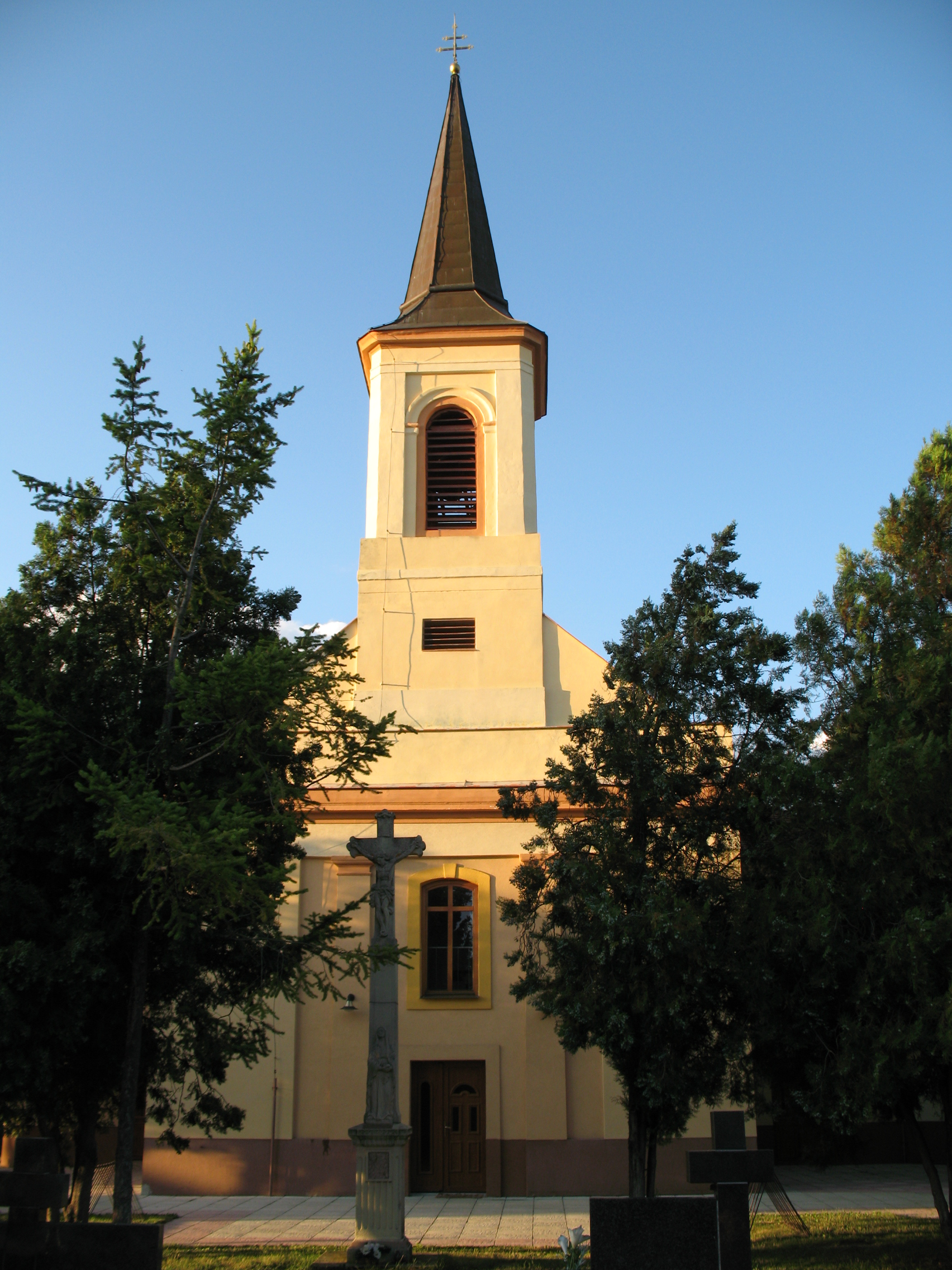
Római katolikus templom
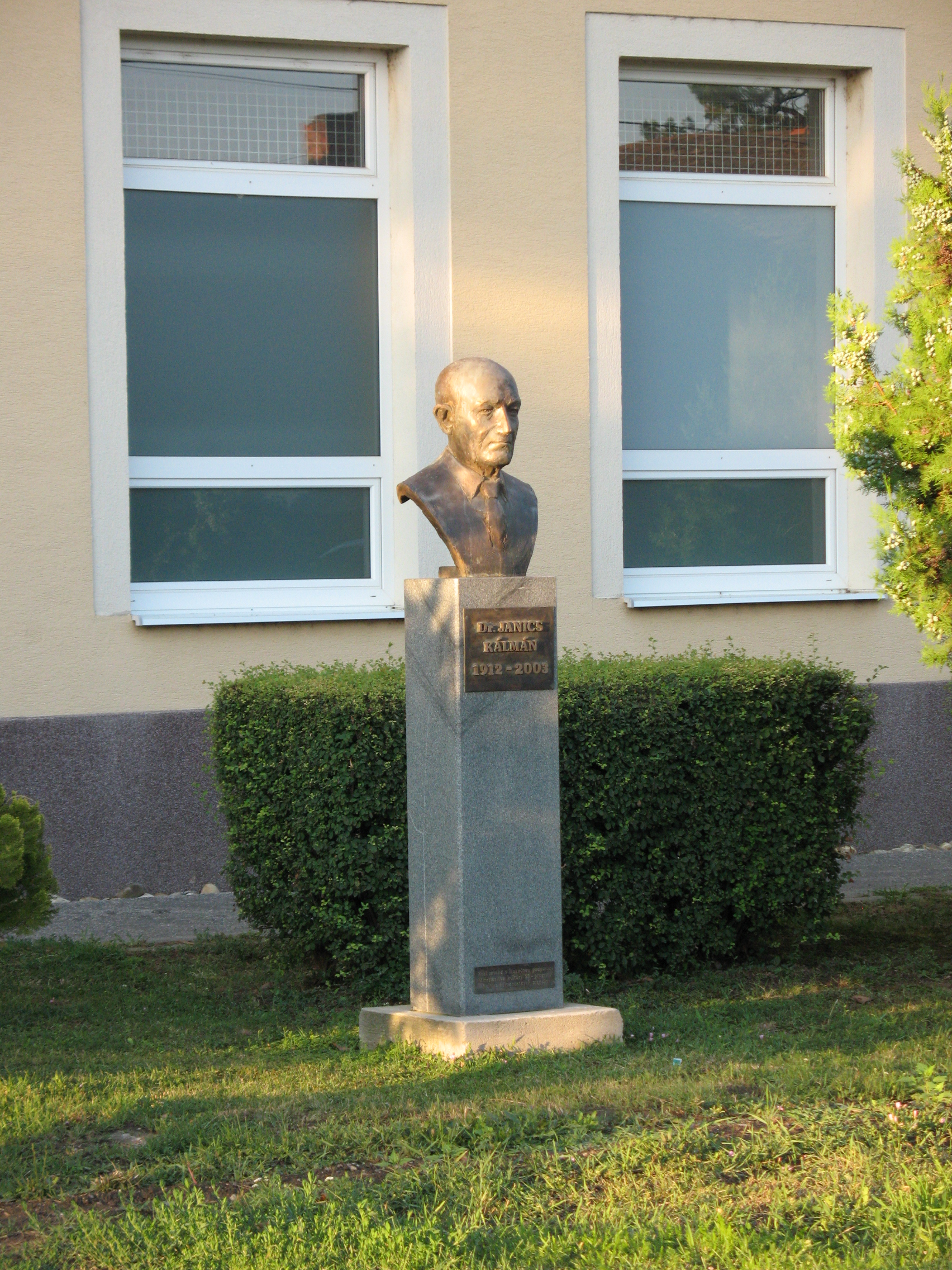
Janics Kálmán mellszobra
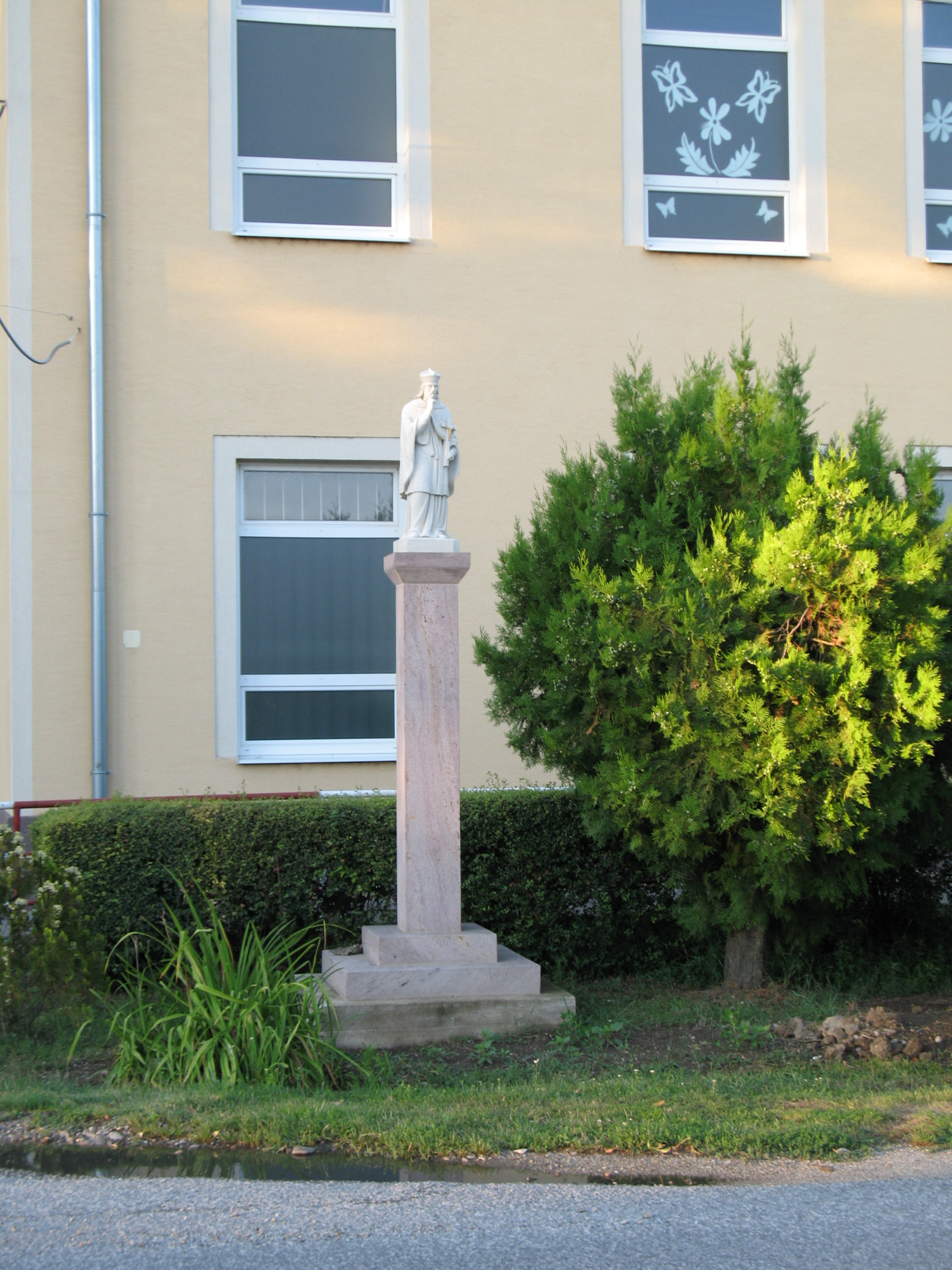
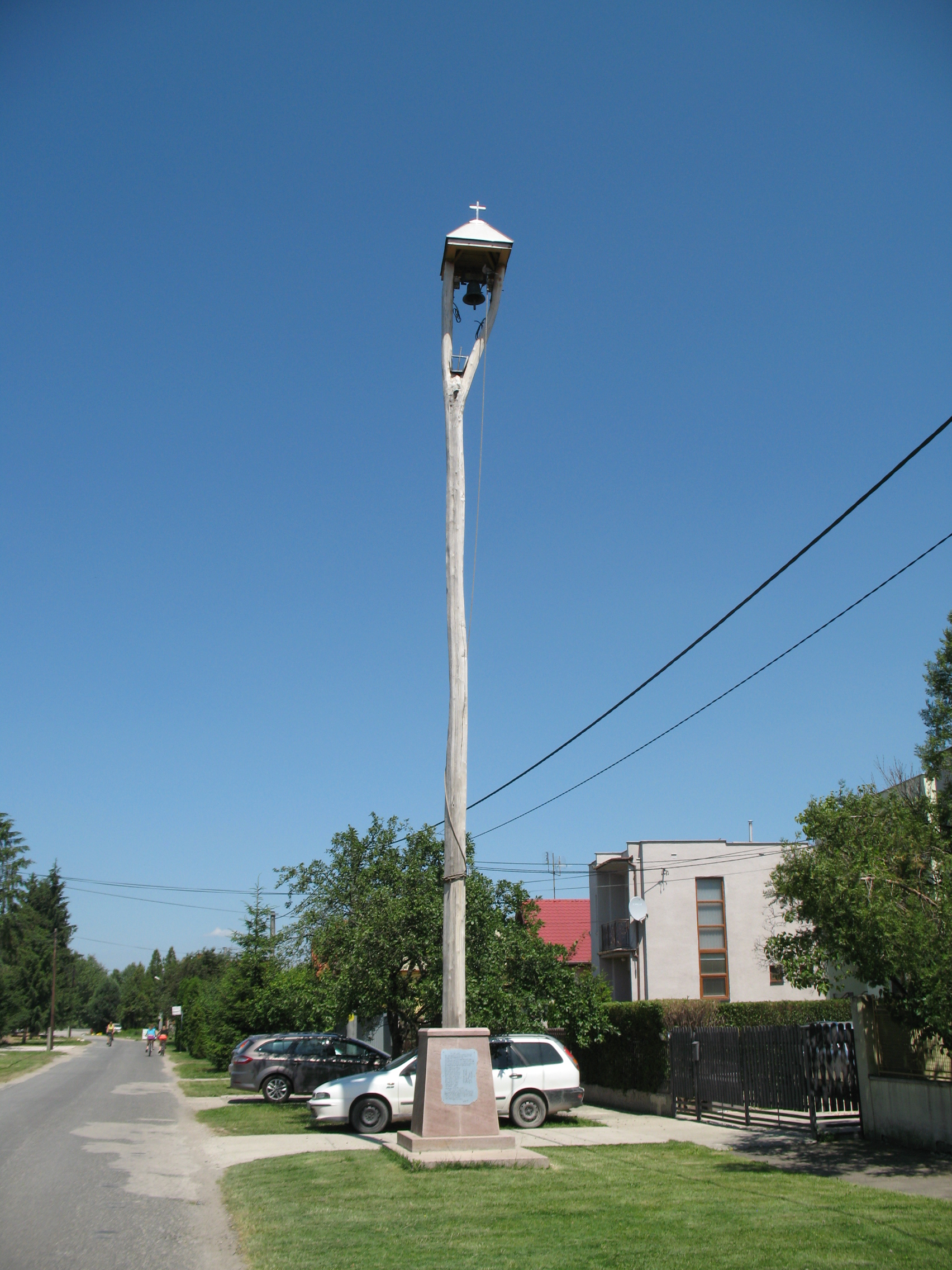
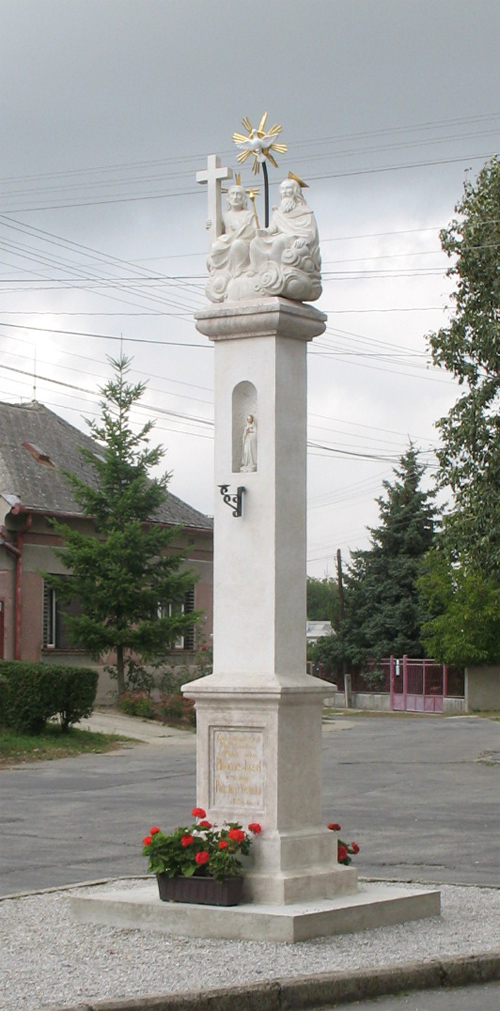

- Árpádházi Szent Erzsébet tiszteletére szentelt római katolikus temploma 1732-ben épült barokk stílusban. 1927-ben bővítették.
- Janics Kálmán-szobor. Szabó László alkotását 2006. szeptember 9-én avatták fel.
- Szent István-szobor. Dienes Attila alkotását 2002-ben avatták fel a templomban.
- Hősök emlékműve
- Vágkirályfai Falunapok.[9]
- A Szent Király Szövetség 1997-es létrejöttének emlékműve, 2005-ben került felavatásra.
- A Szentháromság-téren álló Kocsis-ház háromszögletű, lépcsőzetes oromzatán az 1849. június 21-én vívott peredi csatából származó ágyúgolyó látható. A szájhagyomány szerint a ház egykori tulajdonosa, Kocsis József az 1848–49-es forradalom és szabadságharc honvédjeként súlyosan megsebesült a peredi csatában. A hős tiszteletére az utódok helyezték el a háborús emléket a ház oromzatán.
- A község központjában elterülő park az 1930-as években az iskolai tornaórák helyszíne volt.  Platánfáit az 1940-es években ültették. A park területét 2013-ban újították fel.

## Kultúra
- Féktelen komédiások (színjátszócsoport)

## Fényképtár
- A katolikus templom hátulról
- Háborús emlékmű
- Kopjafák
- Temetői keresztút
- Kereszt a temetőben (talán 1818-ból)
- Szentháromság-szobor
- A Szent Király Szövetség emlékműve
- Nepomuki Szent János szobor
- Iskola
- Víztározó

## Külső hivatkozások
- Hivatalos oldal
- E-obce.sk Archiválva 2009. május 17-i dátummal a Wayback Machine-ben
- Községinfó
- Vágkirályfa Szlovákia térképén